# Serie A 2004–05
Serie A 2004–05 (được gọi là Serie A TIM vì lý do tài trợ) là mùa giải thứ 103 của giải bóng đá hàng đầu Ý, là mùa giải thứ 73 trong một giải đấu vòng tròn tính điểm. Giải đấu được mở rộng để có 20 câu lạc bộ, thi đấu 38 trận với nhau, thay vì 34 trận như các mùa giải trước, trong khi số đội xuống hạng được giảm xuống còn ba. Cúp vô địch Ý (Coppa Campioni d'Italia) được trao cho những người chiến thắng trên sân cỏ lần đầu tiên.
Hai đội đứng đầu sẽ đủ điều kiện trực tiếp tham dự UEFA Champions League, các đội đứng thứ ba và thứ tư phải thi đấu vòng loại Champions League, các đội đứng thứ năm và thứ sáu đủ điều kiện tham dự UEFA Cup (một suất nữa được trao cho đội chiến thắng Coppa Italia), trong khi chỉ có ba đội đứng cuối phải xuống hạng Serie B, giải hạng hai của Ý, sau khi thay đổi quy định.
Juventus đã kết thúc ở vị trí đầu tiên nhưng sau đó đã bị tước danh hiệu do vụ bê bối Calciopoli. Milan là á quân. Udinese đã đủ điều kiện tham dự UEFA Champions League lần đầu tiên trong lịch sử. Palermo, trong chiến dịch Serie A đầu tiên sau hơn 30 năm, đã kết thúc ở vị trí thứ sáu, đủ điều kiện tham dự UEFA Cup lần đầu tiên trong lịch sử. Roma đã đủ điều kiện tham dự UEFA Cup với tư cách là á quân tại Coppa Italia vì đội vô địch cúp, Internazionale, đã đủ điều kiện tham dự Champions League.
Hai đội, Brescia và Atalanta, đã xuống hạng Serie B, trong khi vị trí xuống hạng thứ ba sẽ được quyết định giữa ba đội (Fiorentina, Bologna và Parma), chỉ tính cái gọi là xếp hạng riêng biệt; tức là bảng xếp hạng chỉ bao gồm sáu trận đấu giữa ba đội. Bologna và Parma có ít điểm hơn và đã chơi trận tie-break xuống hạng. Parma đã giành chiến thắng trong trận tie-break, đội đã thua 0–1 trên sân nhà nhưng đã thắng 0–2 trên sân khách trong trận lượt về. Phương pháp phân loại các đội có tổng điểm bằng nhau này đã bị bãi bỏ trong mùa giải 2005–06 nhưng đã quay trở lại trong mùa giải 2022–23.

## Các đội bóng

### Nhân sự và tài trợ
| Đội            | Huấn luyện viên trưởng | Nhà sản xuất trang phục | Nhà tài trợ áo đấu                                       |
| -------------- | ---------------------- | ----------------------- | -------------------------------------------------------- |
| Atalanta*      | Delio Rossi            | Asics                   | Promatech                                                |
| Bologna        | Carlo Mazzone          | Macron                  | Amica Chips                                              |
| Brescia        | Alberto Cavasin        | Kappa                   | Banca Lombarda e Piemontese                              |
| Cagliari*      | Daniele Arrigoni       | A-Line                  | Terra Sarda                                              |
| Chievo         | Maurizio D'Angelo      | Lotto                   | Paluani/Columbia TriStar Film Distributors International |
| Fiorentina*    | Dino Zoff              | Adidas                  | Toyota                                                   |
| Internazionale | Roberto Mancini        | Nike                    | Pirelli                                                  |
| Juventus       | Fabio Capello          | Nike                    | Sky Sport/Tamoil (các trận UEFA)                         |
| Lazio          | Giuseppe Papadopulo    | Puma                    | Parmacotto                                               |
| Lecce          | Zdeněk Zeman           | Asics                   | Salento                                                  |
| Livorno*       | Roberto Donadoni       | Asics                   | Banca Carige                                             |
| Messina*       | Bortolo Mutti          | Legea                   | Caffè Miscela d'Oro, Vùng Siciliana/Air Malta            |
| Milan          | Carlo Ancelotti        | Adidas                  | Opel                                                     |
| Parma          | Pietro Carmignani      | Champion                | Champion                                                 |
| Palermo*       | Francesco Guidolin     | Lotto                   | Tỉnh Palermo                                             |
| Reggina        | Walter Mazzarri        | Asics                   | Gicos, Stocco&Stocco                                     |
| Roma           | Bruno Conti            | Diadora                 | Mazda                                                    |
| Sampdoria      | Walter Novellino       | Kappa                   | Erg                                                      |
| Siena          | Luigi De Canio         | Lotto                   | Banca Monte dei Paschi di Siena                          |
| Udinese        | Luciano Spalletti      | Le Coq Sportif          | Kia Motors                                               |

(*) Thăng hạng từ Serie B.
1. ↑  Theo thỏa thuận, logo của các bộ phim sau đây do Columbia TriStar Film Distributors International phân phối đã được hiển thị: Anacondas: The Hunt for the Blood Orchid, Resident Evil: Apocalypse, The Forgotten, Bad Santa và Hitch.

## Bảng xếp hạng
| VT | Đội            | ST | T  | H  | B  | BT | BB | HS  | Đ  | Giành quyền tham dự hoặc xuống hạng       |
| -- | -------------- | -- | -- | -- | -- | -- | -- | --- | -- | ----------------------------------------- |
| 1  | Juventus       | 38 | 26 | 8  | 4  | 67 | 27 | +40 | 86 | Tham dự vòng bảng Champions League        |
| 2  | Milan          | 38 | 23 | 10 | 5  | 63 | 28 | +35 | 79 | Tham dự vòng bảng Champions League        |
| 3  | Internazionale | 38 | 18 | 18 | 2  | 65 | 37 | +28 | 72 | Tham dự vòng loại thứ ba Champions League |
| 4  | Udinese        | 38 | 17 | 11 | 10 | 56 | 40 | +16 | 62 | Tham dự vòng loại thứ ba Champions League |
| 5  | Sampdoria      | 38 | 17 | 10 | 11 | 42 | 29 | +13 | 61 | Tham dự vòng đầu tiên UEFA Cup            |
| 6  | Palermo        | 38 | 12 | 17 | 9  | 48 | 44 | +4  | 53 | Tham dự vòng đầu tiên UEFA Cup            |
| 7  | Messina        | 38 | 12 | 12 | 14 | 44 | 52 | −8  | 48 |                                           |
| 8  | Roma           | 38 | 11 | 12 | 15 | 55 | 58 | −3  | 45 | Tham dự vòng đầu tiên UEFA Cup            |
| 9  | Livorno        | 38 | 11 | 12 | 15 | 49 | 60 | −11 | 45 |                                           |
| 10 | Reggina        | 38 | 10 | 14 | 14 | 36 | 45 | −9  | 44 |                                           |
| 11 | Lecce          | 38 | 10 | 14 | 14 | 66 | 73 | −7  | 44 |                                           |
| 12 | Cagliari       | 38 | 10 | 14 | 14 | 51 | 60 | −9  | 44 |                                           |
| 13 | Lazio          | 38 | 11 | 11 | 16 | 48 | 53 | −5  | 44 | Tham dự vòng ba Intertoto Cup             |
| 14 | Siena          | 38 | 9  | 16 | 13 | 44 | 55 | −11 | 43 |                                           |
| 15 | Chievo         | 38 | 11 | 10 | 17 | 32 | 49 | −17 | 43 |                                           |
| 16 | Fiorentina     | 38 | 9  | 15 | 14 | 42 | 50 | −8  | 42 |                                           |
| 17 | Parma          | 38 | 10 | 12 | 16 | 48 | 65 | −17 | 42 | Trụ hạng sau play-off                     |
| 18 | Bologna (R)    | 38 | 9  | 15 | 14 | 33 | 36 | −3  | 42 | Xuống hạng Serie B sau play-off           |
| 19 | Brescia (R)    | 38 | 11 | 8  | 19 | 37 | 54 | −17 | 41 | Xuống hạng Serie B                        |
| 20 | Atalanta (R)   | 38 | 8  | 11 | 19 | 34 | 45 | −11 | 35 | Xuống hạng Serie B                        |

1. ↑  Juventus đã bị tước danh hiệu vô địch trong mùa giải 2005–06, vì vụ bê bối bóng đá Ý năm 2006.
2. ↑  Roma giành quyền tham dự Cúp UEFA 2005–06 với tư cách là á quân Coppa Italia 2004–05: nhà vô địch Internazionale giành quyền tham dự UEFA Champions League 2005–06.
3. ↑  Lazio đã giành quyền tham dự Cúp UEFA Intertoto 2005 sau khi Messina và Livorno từ bỏ.

## Kết quả
| Nhà \ Khách    | ATA | BOL | BRE | CAG | CHV | FIO | INT | JUV | LAZ | LCE | LIV | MES | MIL | PAL | PAR | REG | ROM | SAM | SIE | UDI |
| -------------- | --- | --- | --- | --- | --- | --- | --- | --- | --- | --- | --- | --- | --- | --- | --- | --- | --- | --- | --- | --- |
| Atalanta       |     | 2–0 | 0–0 | 2–2 | 3–0 | 1–0 | 2–3 | 1–2 | 1–1 | 2–2 | 1–0 | 2–1 | 1–2 | 1–0 | 1–0 | 0–1 | 0–1 | 0–0 | 1–1 | 0–1 |
| Bologna        | 2–1 |     | 1–2 | 1–0 | 3–1 | 0–0 | 0–1 | 0–1 | 1–2 | 0–0 | 0–0 | 2–2 | 0–2 | 1–1 | 3–1 | 2–0 | 3–1 | 0–0 | 1–1 | 0–1 |
| Brescia        | 1–0 | 1–1 |     | 2–0 | 1–0 | 1–1 | 0–3 | 0–3 | 0–2 | 0–1 | 2–3 | 2–1 | 0–0 | 0–2 | 3–1 | 2–0 | 0–1 | 0–1 | 0–1 | 0–1 |
| Cagliari       | 3–3 | 1–0 | 2–1 |     | 4–2 | 1–0 | 3–3 | 1–1 | 1–1 | 3–1 | 0–0 | 2–1 | 0–1 | 0–0 | 2–1 | 1–1 | 3–0 | 0–0 | 2–0 | 1–1 |
| Chievo         | 1–0 | 1–0 | 3–1 | 1–1 |     | 1–2 | 2–2 | 0–1 | 0–1 | 2–1 | 1–0 | 1–0 | 0–1 | 2–1 | 2–0 | 0–0 | 2–2 | 0–2 | 1–3 | 0–0 |
| Fiorentina     | 0–0 | 1–0 | 3–0 | 2–1 | 2–0 |     | 1–1 | 3–3 | 2–3 | 4–0 | 1–1 | 1–1 | 1–2 | 1–2 | 2–1 | 2–1 | 1–2 | 0–2 | 0–0 | 2–2 |
| Internazionale | 1–0 | 2–2 | 1–0 | 2–0 | 1–1 | 3–2 |     | 2–2 | 1–1 | 2–1 | 1–0 | 5–0 | 0–1 | 1–1 | 2–2 | 0–0 | 2–0 | 3–2 | 2–0 | 3–1 |
| Juventus       | 2–0 | 2–1 | 2–0 | 4–2 | 3–0 | 1–0 | 0–1 |     | 2–1 | 5–2 | 4–2 | 2–1 | 0–0 | 1–1 | 2–0 | 1–0 | 2–0 | 0–1 | 3–0 | 2–1 |
| Lazio          | 2–1 | 2–1 | 0–0 | 2–3 | 0–1 | 1–1 | 1–1 | 0–1 |     | 3–3 | 3–1 | 2–0 | 1–2 | 1–3 | 2–0 | 1–1 | 3–1 | 1–2 | 1–1 | 0–1 |
| Lecce          | 1–0 | 1–1 | 4–1 | 3–1 | 3–0 | 2–2 | 2–2 | 0–1 | 5–3 |     | 3–2 | 1–0 | 2–2 | 2–0 | 3–3 | 1–1 | 1–1 | 1–4 | 2–2 | 3–4 |
| Livorno        | 1–1 | 1–0 | 2–1 | 3–3 | 1–2 | 2–0 | 0–2 | 2–2 | 1–0 | 1–0 |     | 3–1 | 1–0 | 2–2 | 2–0 | 1–1 | 0–2 | 1–0 | 3–6 | 1–2 |
| Messina        | 1–0 | 0–0 | 2–0 | 2–1 | 0–0 | 1–1 | 2–1 | 0–0 | 1–0 | 1–4 | 1–1 |     | 1–4 | 0–0 | 1–0 | 2–1 | 4–3 | 2–2 | 4–1 | 1–0 |
| Milan          | 3–0 | 0–1 | 1–1 | 1–0 | 1–0 | 6–0 | 0–0 | 0–1 | 2–1 | 5–2 | 2–2 | 1–2 |     | 3–3 | 3–0 | 3–1 | 1–1 | 1–0 | 2–1 | 3–1 |
| Palermo        | 1–0 | 1–0 | 3–3 | 3–0 | 2–2 | 0–0 | 0–2 | 1–0 | 3–3 | 3–2 | 1–2 | 2–1 | 0–0 |     | 1–1 | 1–1 | 2–0 | 2–0 | 1–0 | 1–5 |
| Parma          | 2–2 | 1–2 | 2–1 | 3–2 | 2–2 | 0–0 | 2–2 | 1–1 | 3–1 | 2–1 | 6–4 | 0–0 | 1–2 | 3–3 |     | 1–0 | 2–1 | 1–1 | 0–0 | 1–0 |
| Reggina        | 0–0 | 1–1 | 1–3 | 3–2 | 1–0 | 1–2 | 0–0 | 2–1 | 2–1 | 2–2 | 2–1 | 0–2 | 0–1 | 1–0 | 1–3 |     | 1–0 | 0–1 | 3–3 | 0–0 |
| Roma           | 2–1 | 1–1 | 2–2 | 5–1 | 0–0 | 1–0 | 3–3 | 1–2 | 0–0 | 2–2 | 3–0 | 3–2 | 0–2 | 1–1 | 5–1 | 1–2 |     | 1–1 | 0–2 | 0–3 |
| Sampdoria      | 1–2 | 0–0 | 0–1 | 0–0 | 1–0 | 3–0 | 0–1 | 0–3 | 0–1 | 3–0 | 2–0 | 1–0 | 0–1 | 1–0 | 1–0 | 3–2 | 2–1 |     | 1–1 | 2–0 |
| Siena          | 2–1 | 1–1 | 2–3 | 2–2 | 0–1 | 1–0 | 2–2 | 0–3 | 1–0 | 1–1 | 1–1 | 2–2 | 2–1 | 0–0 | 0–1 | 0–0 | 0–4 | 2–1 |     | 2–3 |
| Udinese        | 2–1 | 0–1 | 1–2 | 2–0 | 3–0 | 2–2 | 1–1 | 0–1 | 3–0 | 2–1 | 1–1 | 1–1 | 1–1 | 1–0 | 4–0 | 0–2 | 3–3 | 1–1 | 1–0 |     |

## Play-off trụ hạng
| Parma | 0–1 | Bologna  |
| ----- | --- | -------- |
|       |     | Tare 18' |

| Bologna | 0–2 | Parma                         |
| ------- | --- | ----------------------------- |
|         |     | Cardone 17' · Gilardino 45+2' |

Bologna xuống hạng Serie B.

## Thống kê

### Ghi bàn hàng đầu
| Hạng | Cầu thủ              | Đội                | Bàn thắng |
| ---- | -------------------- | ------------------ | --------- |
| 1    | Cristiano Lucarelli  | Livorno            | 24        |
| 2    | Alberto Gilardino    | Parma              | 23        |
| 3    | Vincenzo Montella    | Roma               | 21        |
| 4    | Luca Toni            | Palermo            | 20        |
| 5    | Mirko Vučinić        | Lecce              | 19        |
| 6    | Andriy Shevchenko    | Milan              | 17        |
| 7    | Adriano              | Internazionale     | 16        |
| 7    | Mauro Esposito       | Cagliari           | 16        |
| 7    | Zlatan Ibrahimović   | Juventus           | 16        |
| 10   | David Di Michele     | Udinese            | 15        |
| 11   | Alessandro Del Piero | Juventus           | 14        |
| 11   | Francesco Flachi     | Sampdoria          | 14        |
| 13   | Valeri Bojinov       | Lecce / Fiorentina | 13        |
| 13   | Tommaso Rocchi       | Lazio              | 13        |
| 13   | Vincenzo Iaquinta    | Udinese            | 13        |
| 13   | Christian Vieri      | Internazionale     | 13        |